# Revêtement (mathématiques)
Pour les articles homonymes, voir Revêtement.

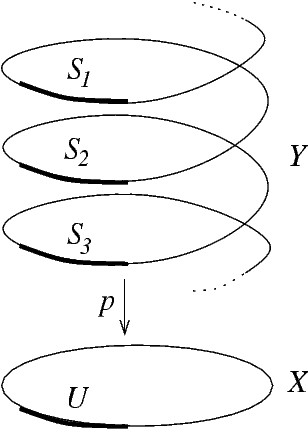
Revêtement du cercle X par une hélice Y, les ensembles disjoints sont projetés homéomorphiquement sur.

En mathématiques, et plus particulièrement en topologie et en topologie algébrique, un revêtement d'un espace topologique B par un espace topologique E est une application continue et surjective p : E → B telle que tout point de B appartienne à un ouvert U tel que l'image réciproque de U par p soit une union disjointe d'ouverts de E, chacun homéomorphe à U par p.
Il s'agit donc d'un fibré à fibres discrètes.
Les revêtements jouent un rôle pour calculer le groupe fondamental et les groupes d'homotopie d'un espace. Un résultat de la théorie des revêtements est que si B est connexe par arcs et localement simplement connexe, il y a une correspondance bijective entre les revêtements connexes par arcs de B, à isomorphisme près, et les sous-groupes du groupe fondamental de B.

## Définitions

### Homéomorphismes locaux
Soient X et B deux espaces topologiques.
Un homéomorphisme local est une application π : X → B, appelée projection, telle que pour tout point x de X, il existe un ouvert U de X contenant x et un ouvert V de B tels que la restriction de π à U soit un homéomorphisme sur V.
Un espace X muni d'un homéomorphisme local π : X → B est dit étalé au-dessus de B.
L'espace d'arrivée B de la projection est appelé la base de l'homéomorphisme local.
Pour tout point b ∈ B, on appelle fibre de X au-dessus du point b et l'on note X(b) le sous espace π−1(b) ⊂ X.
On appelle section (continue) de π, ou de X, au-dessus de B, une application continue σ : B → X telle que π ∘ σ = IdB.

### Revêtements
Un revêtement d'un espace topologique B est un espace X, muni d'un homéomorphisme local π : X → B surjectif, tel que pour tout point b de B, il existe un ouvert V contenant b, un espace discret F et un homéomorphisme Φ : π−1(V) → V×F qui commute avec les projections sur l'espace B, c'est-à-dire que si Φ(x) = (c, f) alors π(x) = c.
Autrement dit : un revêtement est un fibré à fibres discrètes, avec la remarque que si la base B n'est pas connexe, la fibre F dépend du point base b et s'identifie à la fibre π−1(b).
Plus simplement, : π : X → B est un revêtement si tout point de B appartient à un ouvert V tel que π−1(V) soit une réunion disjointe d'ouverts appliqués homéomorphiquement par π sur V.
Théorème : Soient n un entier naturel non nul, X un espace séparé et π : X → B un homéomorphisme local dont toutes les fibres ont n éléments, alors π est un revêtement.

### Revêtements triviaux
Si F est un espace discret, l'application {\displaystyle (b,f)\mapsto b} définit un revêtement {\displaystyle B\times F\to B} au-dessus de B. Plus généralement, un revêtement est dit trivial si l'on peut prendre V = B dans la définition, c'est-à-dire s'il existe un espace discret F et un homéomorphisme {\displaystyle \Phi :X\to B\times F} qui commute avec les projections sur l'espace B, c'est-à-dire que si {\displaystyle f\in F}, alors {\displaystyle \pi (\Phi ^{-1}(b,f))=b}. Un homéomorphisme est un exemple de revêtement trivial.

## Exemples

### Revêtement du cercle par une droite
Soit S1 le cercle dans le plan ℝ2 = ℂ. La droite réelle ℝ est alors un revêtement de S1 défini par l'application :
{\displaystyle p:\mathbb {R} \to S^{1},\quad p(t)=(\cos(2\pi t),\sin(2\pi t))=\mathrm {e} ^{2\mathrm {i} \pi t}.}
Chaque fibre est ici infinie dénombrable : {\displaystyle p^{-1}(p(x))=x+\mathbb {Z} }.
La construction se généralise au revêtement exponentiel du tore : {\displaystyle \mathbb {R} ^{n}\to \mathbb {T} ^{n}=(\mathbb {S} ^{1})^{n}\subset \mathbb {R} ^{2n}.}
La fibre est dénombrable : {\displaystyle p^{-1}(0)=\mathbb {Z} ^{n}}.

### Les fonctions puissances
L'application p du plan complexe privé de l'origine ℂ*
{\displaystyle p:\mathbb {C} ^{*}\to \mathbb {C} ^{*},\quad p(z)=z^{n}} définit un revêtement.
Chaque fibre est ici finie et a n éléments.

### L'application exponentielle
L'application {\displaystyle p=\exp } du plan complexe ℂ
{\displaystyle p:\mathbb {C} \to \mathbb {C} ^{*},\quad p(z)=\mathrm {e} ^{z}} définit un revêtement.
Chaque fibre est ici infinie dénombrable : {\displaystyle p^{-1}(p(x))=x+2\mathrm {i} \pi \mathbb {Z} }.

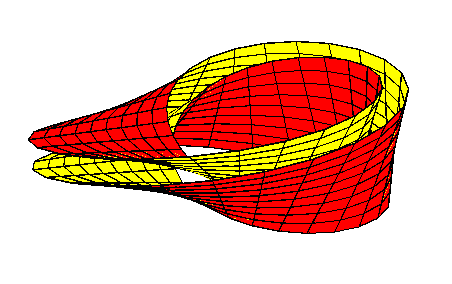
Revêtement à deux feuillets du ruban de Möbius, homéomorphe à un cylindre. Le ruban de Möbius vient se glisser entre les deux feuillets.

### La bande de Möbius
Le cylindre (ou anneau) {\displaystyle \mathbb {S} ^{1}\times [0;1]} est un revêtement à deux feuillets de la bande de Möbius.
La bande de Möbius est une variété topologique non orientable alors que son revêtement est orientable. On montre plus généralement que toute variété connexe non orientable possède un revêtement connexe à deux feuillets orientable. C'est le cas notamment du plan projectif dont le revêtement est une sphère (voir ci-dessous), et de la bouteille de Klein dont le revêtement est le tore.

### Revêtement de l'espace projectif
Pour n > 1, l'application canonique {\displaystyle \mathbb {S} ^{n}\to \mathbb {RP} ^{n}} est un revêtement de l'espace projectif (réel) ; la fibre a deux éléments.
Dans le cas du plan projectif dont une représentation dans ℝ3 est donnée par la surface de Boy, il est possible de transformer la sphère par immersion en un revêtement à deux feuillets de cette surface de Boy. Si on fait se traverser ces deux feuillets, on procède alors à un retournement de la sphère.
On procède de même pour le retournement du tore, après avoir fait coïncider celui-ci en un revêtement à deux feuillets de la bouteille de Klein.

## Constructions de revêtements

### Produit fibré, somme directe, changement de base
Soit X, Y et Z trois espaces topologiques et {\displaystyle \varphi :X\to Z} et {\displaystyle \psi :Y\to Z} deux morphismes (applications continues). On appelle produit fibré de X et Y au-dessus de Z, un espace topologique, noté {\displaystyle X\times _{Z}Y} et un couple de morphismes, {\displaystyle p_{X}:X\times _{Z}Y\to X} et {\displaystyle p_{Y}:X\times _{Z}Y\to Y}, tels que pour tout espace topologique A et tout couple de morphismes {\displaystyle f:A\to X} et {\displaystyle g:A\to Y} vérifiant {\displaystyle \varphi \circ f=\psi \circ g}, il existe un morphisme {\displaystyle p_{A}:A\to X\times _{Z}Y} tel que {\displaystyle f=p_{X}\circ p_{A}} et {\displaystyle g=p_{Y}\circ p_{A}=g}.

### Groupes discrets opérant proprement et librement
Soit Γ un groupe discret opérant proprement et librement sur un espace localement compact E, la projection E → E/Γ définit un revêtement de fibre Γ.
En particulier si Γ est un sous-groupe discret d'un groupe topologique G, la projection G → G/Γ est un revêtement de fibre Γ.

## Théorie des revêtements

### Morphismes et transformations de revêtements
Un morphisme de revêtements au-dessus de B est une application continue {\displaystyle f:X\to X'} (où X et X' sont des revêtements) qui commute avec les projections {\displaystyle \pi _{X}} et {\displaystyle \pi _{X'}}, c'est-à-dire telle que :
L'application identité IdX est un morphisme de revêtements.
La composée de deux morphismes de revêtements est un morphisme.
Par conséquent, les revêtements de base B avec leurs morphismes forment une catégorie.

### Revêtements sur un segment
Théorème — Tout revêtement d'un intervalle compact de ℝ est trivial.
Plus généralement :
Théorème — Tout revêtement d'un espace simplement connexe et localement connexe est trivial.
Théorème — Tout fibré sur un CW-complexe contractile est trivial.

### Relèvement des chemins
Proposition — Soient (X, π) un revêtement de B, b un  point de B et x ∈ X(b). Pour tout chemin f dans B d'origine b, il existe un chemin et un seul g dans X d'origine x tel que f = π ∘ g.
Le chemin g est appelé un relèvement  du chemin f. Un cas particulier fréquent est donné par le revêtement du cercle unité B du plan complexe par la droite réelle X. Le résultat précédent porte alors le nom de théorème de relèvement.

### Monodromie des lacets et relèvement des applications
Le groupe fondamental de la base, π1(B, b), opère par une action de groupe à droite sur la fibre X(b) = π−1(b), de façon compatible avec l'action à gauche du groupe des automorphismes du revêtement.
Soient Z un espace connexe par arcs et localement connexe par arcs, f : (Z, z) → (B, b) une application continue et x ∈ X(b). Une condition nécessaire et suffisante pour que f possède un relèvement g : (Z, z) → (X, x) est que les morphismes induits, f# : π1 (Z, z) → π1(B, b) et π# : π1(X, x) → π1(B, b), vérifient :
De plus, le relèvement g est alors unique.

### Revêtements galoisiens et groupe de Galois d'un revêtement
Un revêtement est dit galoisien (ou régulier ou normal) s'il est connexe par arcs et le groupe des automorphismes agit transitivement sur la fibre de chaque point. Il est dit abélien si de plus le groupe est abélien.

## Revêtements universels
Un revêtement universel d'un espace B est un revêtement galoisien E tel que, pour tout revêtement D de B, il existe un morphisme de E sur D.
Deux revêtements universels sont isomorphes et tout revêtement d'un revêtement universel est trivial.
Théorème — Tout revêtement simplement connexe est un revêtement universel.
Théorème — Un espace (connexe par arcs) admet un revêtement simplement connexe si et seulement s'il est semi-localement simplement connexe.
En particulier tout graphe, toute variété topologique connexe admet un revêtement simplement connexe.
Le revêtement universel se construit simplement dans ce cas en prenant l'ensemble des arcs d'origine fixée {\displaystyle x_{0}} (les applications continues {\displaystyle \gamma :[0,1]\mapsto B} telles que {\displaystyle \gamma (0)=x_{0}}) muni de la topologie de la convergence uniforme, que l'on quotiente par la relation d'équivalence homotopique (à extrémités fixées) ; les arcs d'extrémité {\displaystyle x_{1}=\gamma (1)} se projettent en {\displaystyle x_{1}}et la fibre s'identifie au groupe fondamental de la base, π1(B, x1).

### Exemples
L'application donnée plus haut {\displaystyle \mathbb {S} ^{n}\to \mathbb {RP} ^{n}} est le revêtement universel de l'espace projectif par la sphère de dimension n, dont la fibre est formée de deux points antipodaux. L'application {\displaystyle f:\mathbb {R} ^{2}\to \mathbb {T} ^{2}} du plan vers le tore {\displaystyle [0,1[\times [0,1[}définie par {\displaystyle f:(x,y)\mapsto (\left\lbrace x\right\rbrace ,\left\lbrace y\right\rbrace )} (où  {\displaystyle \lbrace .\rbrace } est la fonction partie fractionnaire) est  le revêtement universel du tore.

## Applications

### Calcul des groupes d'homotopie
Si B est connexe par arc, alors on a un isomorphisme entre les groupes d'homotopie, conséquence de la suite exacte longue d'une fibration :
{\displaystyle \pi _{n}(E)\simeq \pi _{n}(B),\quad n\geq 2}.
Par exemple, la droite réelle ℝ est un revêtement de S1 donc {\displaystyle \pi _{n}(S^{1})=0,n\geq 2}.

### Graphes et groupes libres
Théorème de Nielsen-Schreier — Tout sous-groupe d'un groupe libre est un groupe libre.